# Platydesmus calus
Platydesmus calus är en mångfotingart som beskrevs av Chamberlin 1952. Platydesmus calus ingår i släktet Platydesmus och familjen Platydesmidae. Inga underarter finns listade i Catalogue of Life.